# اندی (نیومکزیکو)
اندی (به انگلیسی: Endee) یک منطقهٔ مسکونی در ایالات متحده آمریکا است که در نیومکزیکو واقع شده‌است. اندی ۱٬۱۶۴٫۹۶ متر بالاتر از سطح دریا واقع شده‌است.